# UTRAN

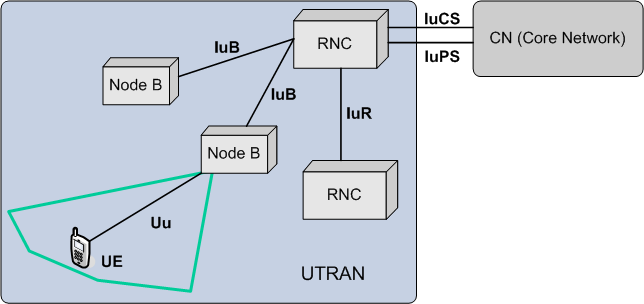
Architektura UTRAN

UTRAN je zkratkou UMTS Terrestrial Radio Access Network, což je souhrnný název pro síť a všechna zařízení propojující mobilní telefony k jádru veřejné pozemní mobilní telefonní sítě v sítích 3G UMTS. Jinými slovy, UTRAN je rádiová přístupová síť pro Universal Mobile Telecommunications System.

## Struktura
UTRAN se skládá ze základnových stanic, které se nazývají Node B (uzel B), a z řadičů rádiové sítě (anglicky Radio Network Controller, RNC).
UTRAN může přenášejí mnoho typů provozu od komunikace v reálném čase v části sítě pracující s přepojováním okruhů po služby využívající IP v části sítě pracující s přepojováním paketů. UTRAN v obou případech zabezpečuje konektivitu mezi uživatelským zařízením (anglicky User Equipment, UE) a jádrem sítě.
RNC řídí jednu nebo více základnových stanic Node B. Node B může tvořit jeden celek s RNC, typicky však je RNC oddělené od Node B a umístěné v uzlové telefonní ústředně obsluhující více základnových stanic Node B. I přesto, že nemusí být fyzicky oddělené, existuje logické rozhraní mezi nimi nazývané Iub. RNC a k němu připojené základnové stanice Node B se nazývají Radio Network Subsystem (RNS). V UTRAN může být více než jeden RNS.

## Rozhraní
Existují čtyři rozhraní propojující UTRAN interně nebo externě k jiným funkčním entitám: Iu, Uu, Iub a Iur. Iu je externí rozhraní, které připojuje RNC ke Core Network (CN). Uu je také externí, propojující Node B s uživatelským zařízením (UE). Iub je interní rozhraní propojující RNC s Node B. Dalším rozhraním je Iur, které vzájemně propojuje dva RNC. Iur je obvykle interním rozhraním, ale výjimečně, v některých síťových architekturách, může být externím rozhraním.